# Stopa (arhitektura)
Stopa ili baza (njemački: basis iz latinskog: basis od grčkog: βάσις = stopa, stopalo, temelj, baza, francuski: base, talijanski: base) je izraz u arhitekturi za postolje stupa, dio kojim se on oslanja na tlo. 

## Karakteristike
Kod klasičnih grčkih hramova dorskog reda nema stopa, već stupovi leže izravno na stilobatu, ravnoj platformi od kamenih blokova. Stope ili atičke baze pojavljuju se na građevinama
jonskog i korintskog reda.
Stope su mogle biti vrlo jednostavne, isklesane iz jednog kvadratnog kamenog bloka - sokla (latinski: socculus =mala cipela), bez ikakve dekoracije, ali i složene kakve su bile atičke stope rimskih i gotičkih građevina. One su se sastojale od kvadratnog postolja, koje je ležalo na stilobatu, i jednog ili više valjka različitih profila. 

## Povijest
Već su stari Egipćani imali neku vrstu stope, to su bile jednostavne kamene ploče, koje su postavljali pod svoje monolitne stupove. Taj način stabiliziranja stupova, usvojili su i Grci, preko Kretsko-mikenske kulture i razvili ih u različite inačice. Njih su prihvatili i Rimljani i raširili kao način gradnje reprezentativnih objekata, po čitavom tadašnjem svijetu.
Stope su se koristile od gotike preko renesanse, baroka sve do neoklasicizma.

## Galerija primjera raznih stopa
- Stopa grčkog stupa
- Stopa rimskog stupa
- Stopa gotičkog stupa
- Gotičke stope

## Vanjske poveznice
- (engl.)base na portalu Encyclopædia Britannica